# Pawieł Morozienko
Pawieł Siemionowicz Morozienko (ros. Павел Семёнович Морозенко; ukr. Павло Семенович Морозенко, Pawło Semenowycz Morozenko; ur. 5 lipca 1939 w mieście Śnieżne w obwodzie donieckim, USRR, zm. 14 lipca 1991 w obwodzie rostowskim, RFSRR) – radziecki aktor teatralny i filmowy, Zasłużony artysta Ukrainy (1973).

## Życiorys
W 1956 roku Pawieł Morozienko po ukończeniu szkoły wstąpił na wydział aktorski Kijowskiego Instytutu Sztuki Teatralnej im. Iwana Karpenki-Karego. W 1960 roku zadebiutował w kinie w filmie Roman i Francesca, gdzie zagrał główną rolę w duecie z aktorką Ludmiłą Gurczenko.
Pawieł Morozienko współpracował z teatrami: w latach 1960–1973 – Teatr im. Iwana Franki w Kijowie, 1973–1975 – Teatr im. Wasyla Czkałowa w Mikołajowie, 1975–1978 – Teatr im. Maksyma Gorkiego w Rostowie nad Donem, 1978–1982 – Kijowski Teatr na Lewym brzegu Dniepru, 1982–1991 – Teatr im. Władimira Majakowskiego w Moskwie.
W 1973 roku Morozienko został uhonorowany tytułem zasłużonego artysty Ukrainy Radzieckiej.
Oprócz kina i teatru pracował nad dubbingiem radzieckich i zagranicznych filmów. Jego głosem mówił do radzieckiego widza polski aktor Emil Karewicz w filmie «Wszyscy i nikt».
Pawieł Morozienko zmarł tragicznie (utonął w rzece Don) 14 lipca 1991 roku w wieku 52 lat.

## Filmografia
- 1960 «Roman i Francesca» jako Roman
- 1961 «Gody diewiczji» jako Aleksiej
- 1962 «Zakon Antarktidy» jako Nikołaj
- 1962 «Swad´ba Swiczki» jako strażnik
- 1963 «Znakom´tieś, Bałujew!» jako Wasilij Marczenko
- 1965 «Nad nami Jużnyj kriest» jako Fiodor Bojko
- 1966 «Biestałanna» jako Gnat
- 1966 «Poczemu ułybaliś zwiozdy» jako Jurij
- 1967 «Żenia, Żenieczka i «katiusza» jako Aleksiej Zyrianow
- 1967 «Nie sużdieno» jako Dmitrij Kowbań
- 1967 «Diesiatyj szag» jako Osip Dziuba
- 1968 «Lubow´ i dołłary»
- 1968 «Introdukcyja» jako Lisienko
- 1968 «Czużoj dom» jako Fiodor
- 1968 «W woskriesienje rano zielje sobirała»
- 1970 «Nieczajannaja lubow´» jako Aleksiej Koncewoj
- 1980 «Bieriom wsio na siebia» jako admirał
- 1981 «Tankodrom» jako Fomin
- 1981 «Poslednij giejm» jako szef
- 1982 «Nieżnost´ riewuszczemu zwieriu» jako Dobrotworski
- 1983 «Cena wozwrata» jako Siergiej
- 1985 «Takoj strannyj wieczer w uzkom siemiejnom krugu» jako leśniczy
- 1986 «Wstreicznaja połosa» jako sędzia
- 1988 «Sledstwije wiedut znatoki» jako generał porucznik milicji
- 1988 «I swiet wo t´mie swietit» jako Jakob
- 1989 «Żenszcziny, kotorym powiezło» jako Eduard Kutiepow
- 1990 «Zawtra była wojna» jako przedstawiciel Rajkomu
- 1990 «Wojna na zapadnom naprawlenii» jako Konstantin Rakutin
- 1990 «Diesiat´ let biez prawa pieriepiski» jako ojciec Michaiła

## Tytuły i nagrody
- Zasłużony artysta Ukraińskiej SRR (1973)
- Nagroda państwowa RFSRR im. Konstantina Stanisławskiego za wykonanie roli Grzegorza Mełechowa w spektaklu «Cichy Don» na podstawie powieści Michaiła Szołochowa (1976)
- Medal „W upamiętnieniu 1500-lecia Kijowa” (1982)